# Louis Mermaz

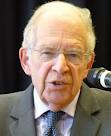
Louis Mermaz

Louis Mermaz (* 20. August 1931 in Paris; † 15. August 2024 in Limours, Département Essonne) war ein französischer Politiker der Parti socialiste (PS),  Minister und Präsident der Nationalversammlung. Außerdem war er von 1971 bis 2001 Bürgermeister der französischen Stadt Vienne.

## Leben
Nach dem Schulbesuch studierte Mermaz Geschichte und begann seine politische Laufbahn 1967, als er erstmals zum Mitglied der Nationalversammlung gewählt und dort nach mehreren Wiederwahlen wie zuletzt 1997 bis 2001 das Département Isère vertrat. Zugleich wurde er 1971 auch Bürgermeister von Vienne, der zweitgrößten Stadt im Département Isère, und hatte auch diese Funktion bis 2001 inne. Daneben war er zwischen 1976 und 1985 außerdem Präsident des Generalrats des Département Isère.
Am 22. Mai 1981 wurde er von Premierminister Pierre Mauroy als Minister für Ausrüstung und Transport (Ministre de l’équipement et des transports) in dessen Kabinett berufen, gehörte diesem aber lediglich einen Monat bis zum 22. Juni 1981 an, also bis nach den Parlamentswahlen.
Im Anschluss wurde er am 2. Juli 1981 Präsident der zuvor neugewählten Nationalversammlung und bekleidete diese Funktion bis zum 1. April 1986.
Am 12. Mai 1988 wurde er abermals Verkehrsminister und war als solcher knapp sechs Wochen Mitglied der Regierung von Premierminister Michel Rocard. Danach wurde er am 23. Juni 1988 Vorsitzender der Fraktion der Parti Socialiste in der Nationalversammlung. Premierminister Rocard berief ihn am 3. Oktober 1990 wiederum in sein Kabinett, wobei er diesmal Minister für Landwirtschaft und Forsten wurde. Als solcher gehörte er auch den nachfolgenden Regierungen von Édith Cresson und Pierre Bérégovoy an. Dieser ernannte ihn im Rahmen einer Regierungsumbildung am 2. Oktober 1992 zum Minister für die Beziehungen zum Parlament sowie Regierungssprecher. In diesen Funktionen verblieb Mermaz bis zum Ende von Bérégovoys Amtszeit am 29. März 1993.
Nach seiner letztmaligen Wiederwahl 1997 schied er 2001 aus der Nationalversammlung und wurde stattdessen am 23. September 2001 zum Mitglied des Senats gewählt. Dort vertrat er seitdem ebenfalls das Département Isère.
Er starb im Alter von 92 Jahren Mitte August 2024 an seinem Wohnsitz im Département Essonne.